# Campeonato de Fórmula Truck de 1998
O Campeonato de Fórmula Truck de 1998 foi a 3ª temporada de Fórmula Truck, realizada pela Confederação Brasileira de Automobilismo.
O paranaense Oswaldo Drugovich Júnior, que pilotava um caminhão Scania, se tornou o primeiro bicampeão da categoria. O vice foi Renato Martins pelo segundo ano consecutivo.

## Mídia
Neste ano teve pela primeira vez uma transmissão em TV Aberta, feita pela Rede Globo em 18 de outubro de 1998, dentro do programa Esporte Espetacular. Foi mostrada a etapa de Tarumã, RS.